# Centre de sciences Cosmocité
Le centre de sciences Cosmocité est un centre culturel et scientifique de l'agglomération de Grenoble situé à Pont-de-Claix. Ouvert au public depuis le 30 septembre 2023, il propose une exploration du monde via des connaissances et une actualité scientifique.
Composé d'un planétarium, d'une salle 3D immersive ainsi que d'un espace d'expositions permanentes, il est une composante de l'établissement public de coopération culturelle « Territoire de Sciences » qui gère aussi La Casemate à Grenoble.

## Historique

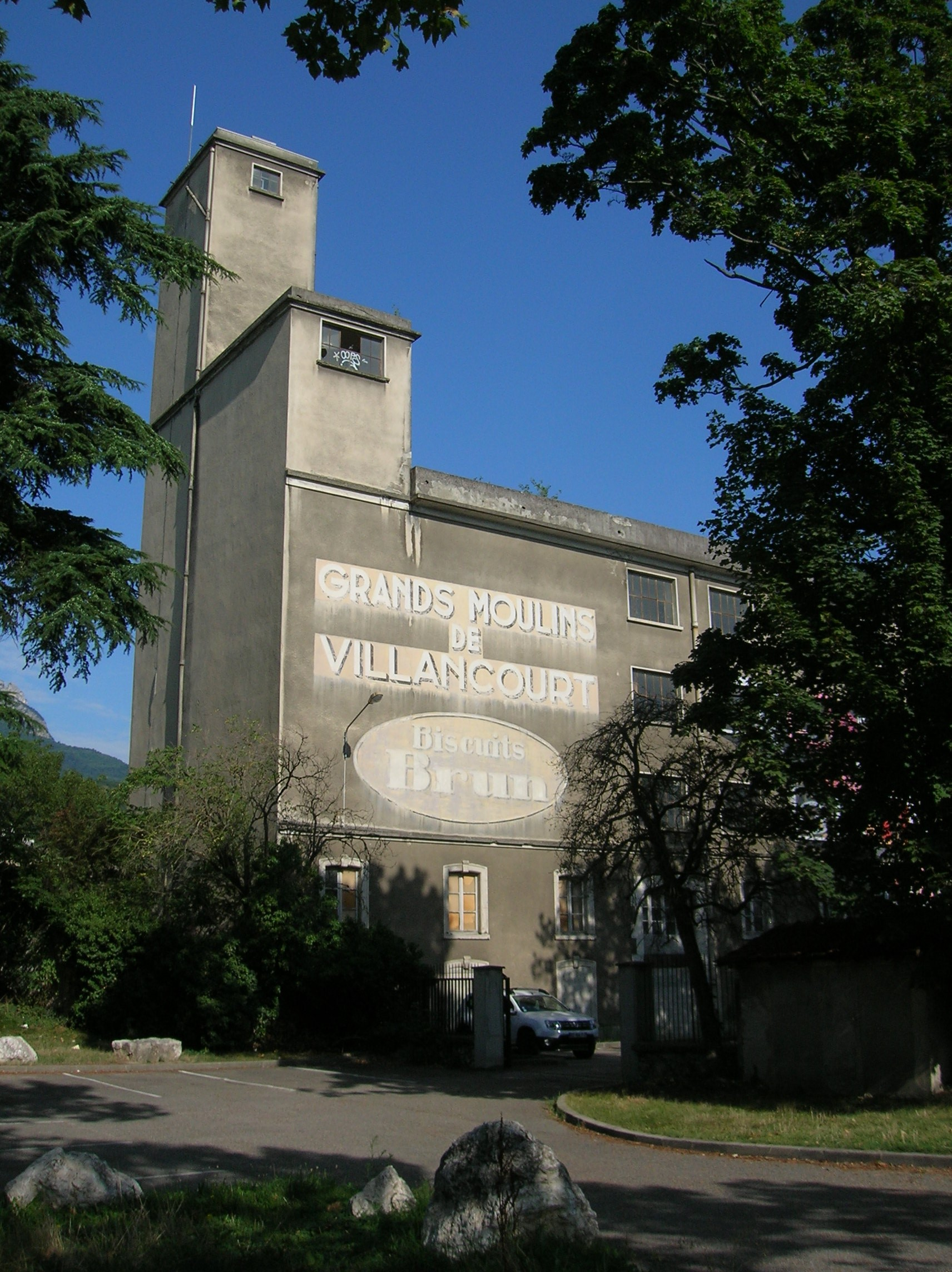
Les Grands Moulins de Villancourt en 2017.

### Les Grands Moulins de Villancourt
Le Centre de sciences est implanté sur le site des anciens Grands Moulins de Villancourt, à la frontière entre les villes d'Échirolles et de Pont-de-Claix, qui étaient une minoterie ayant fourni les boulangeries de l'agglomération grenobloise ainsi que les biscuits Brun entre la fin du XIXe siècle et les années 1970,.
Depuis 1982, cette ancienne minoterie abrite le conservatoire de musique intercommunal Jean-Wiéner, ainsi qu'une salle d'exposition.

### Projet de centre de sciences
Entre 2017 et 2018, le site passe sous maîtrise d'ouvrage de Grenoble-Alpes Métropole, qui envisage alors d'en faire le futur centre des sciences de la métropole, qui rendrait la science accessible à tous.
En 2019, les bâtiments des Grands Moulins sont détruits, et les travaux du nouveau centre de sciences débutent en 2021.
Le coût global est envisagé à 10,7 millions d'euros, dont 63% financés par la métropole, ce qui en fait l'un des plus grands projets métropolitains.
60 000 visiteurs par an (dont 20 000 scolaires) pourront être accueillis.
En 2024, Cosmocité a accueilli 65 000 visiteurs.

### Nom du centre
Dans le cadre du choix du nouveau nom du centre, la métropole a proposé un vote ouvert du 28 mai au 15 septembre 2021 permettant de choisir parmi trois propositions : Cosmocité, Microméga ou Pulsar. C'est finalement le nom Cosmocité qui fut retenu et dévoilé le 11 octobre 2021, avec 51% des votes (contre 30% pour Pulsar et 19% pour Microméga).

## Architecture

### Le Centre des sciences
Pour le design des nouveaux bâtiments, la métropole fait appel à une équipe d'architecture et de scénographie canadienne (Cardin Julien) et grenobloise (Arcane Architectes) : s'inspirant en partie de la minoterie, l'architecture du centre de sciences préserve la tour des Grands Moulins de Villancourt avec un rendu en plusieurs contrastes, entre noir et blanc, rond et carré, translucide et opaque.
L'édifice, composé de plusieurs étages, se voit équipé de,, : 
- un planétarium au dôme large de 13 mètres de diamètres, composé de 84 places avec projection à 360° en 6K, qui projette des animations de 20 minutes ;
- une salle immersive en 2D et 3D de 60 places, avec des écrans interactifs sur le sol et les murs ;
- deux salles d'exposition avec un espace consacré à la Terre (le « Plateau Terre ») et un autre consacré à l'Univers (le « Plateau Espace » ;
- un espace jeune public (le « Plateau enfants ») avec des ateliers et animations ;
- une terrasse-belvédère située sur le toit, à hauteur de 25 mètres au-dessus du niveau général de la métropole, pour observer le ciel et la Terre;
- un pendule de Foucault de 14 mètres, réalisé par le GIPSA-Lab et le LEGI et construit par MAC2, est installé dans le hall d'accueil et visible depuis tous les étages.

Parmi ces différentes salles, le public peut, entre autres, s'initier aux sciences de la terre, de l'univers et de l'environnement à travers un parcours ludique disposé sur quatre étages.

### Le jardin
L'arrière du bâtiment est enrichi d'un jardin donnant vu sur le massif du Vercors. Le jardin présente les différentes roches de la région, et comporte un amphithéâtre de verdure,.

## Accès
Situé le long du cours Saint-André, le Centre de Sciences Cosmocité est desservi par le terminus de la ligne A du tramway de Grenoble (TAG), par les lignes de bus C2 (Chrono), 25 (Proximo), 64 (Flexo) et C13 (Cas Région) à l'arrêt L'Étoile. La ligne 16 (Proximo) dessert aussi à l'arrêt Gendarmerie.
L'axe 3 de la piste cyclable Chronovélo, reliant Pont-de-Claix à Échirolles et Grenoble, peut aussi desservir le centre.